# NGC 1256
NGC 1256 је елиптична галаксија у сазвежђу Еридан која се налази на NGC листи објеката дубоког неба.
Деклинација објекта је - 21° 59' 11" а ректасцензија 3h 13m 58,1s. Привидна величина (магнитуда) објекта NGC 1256 износи 13,6 а фотографска магнитуда 14,6. NGC 1256 је још познат и под ознакама ESO 547-23, MCG -4-8-52, PGC 12032.